# 50 Cancri
50 Cancri (A² Cancri) é uma estrela na direção da Cancer. Possui uma ascensão reta de 08h 46m 56.06s e uma declinação de +12° 06′ 36.3″. Sua magnitude aparente é igual a 5.89. Considerando sua distância de 199 anos-luz em relação à Terra, sua magnitude absoluta é igual a 1.96. Pertence à classe espectral A1V.